# Mile Svilar
Mile Svilar, em Alfabeto cirílico sérvio Миле Свилар (Antuérpia, 27 de agosto de 1999) é um futebolista belgo-sérvio que atua como goleiro. Atualmente, joga pela Roma.

## Carreira

### Início da carreira e Anderlecht
Em 2010, Svilar se juntou ao gigante belga Anderlecht. Em 27 de agosto de 2015, ele assinou seu primeiro contrato profissional com o clube. Ele foi promovido ao time principal na temporada 2016-17 como terceiro goleiro, e foi relacionado pela primeira para o elenco na partida da Copa da Bélgica contra o Charleroi. Svilar estava também no elenco do Anderlecht que foi campeão da Supercopa da Bélgica de 2017.

### Benfica
A 28 de agosto de 2017, Mile Svilar de 18 anos foi apresentado como reforço do Benfica, tendo assinado um contrato válido por cinco temporadas, envergando o número 1. Estreou em 14 de outubro de 2017, numa vitória por 1-0 sobre o Olhanense.[carece de fontes?]
Ele quebrou o recorde de Iker Casillas como o goleiro mais jovem a jogar uma partida na Liga dos Campeões da UEFA no dia 18 de outubro de 2017 contra o Manchester United, com 18 anos e 52 dias.

### Roma
Em 1 de julho de 2022, já em fim de contrato com o Benfica, Svilar assinou um contrato com a Roma até 30 de junho de 2027. Em 22 de fevereiro de 2024, ele defendeu dois pênaltis durante as cobranças de penalidades que terminaram em uma vitória por 4–2 sobre o Feyenoord nos play-offs da fase eliminatória da Liga Europa de 2023–24.

## Vida pessoal
É filho de Ratko Svilar, ex-goleiro que defendeu a Seleção Iugoslava. Ratko participou da Copa do Mundo de 1982 e atuou como goleiro do Royal Antwerp durante dezesseis anos. Svilar também tem passaporte sérvio. Apesar de ter tido contraído COVID-19 em 2020, conseguiu recuperar da doença.

## Títulos
Benfica
- Primeira Liga: 2018–19

Anderlecht
- Liga Belga : 2016/2017[11]
- Supertaça Belga : 2017[carece de fontes?]

### Prêmios individuais
- 98º melhor jovem do ano de 2017 (FourFourTwo)[12]
- Melhor Goleiro do Campeonato Italiano – Série A: 2024–25[13]